# Tamisuke Watanuki

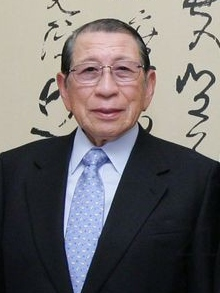
Tamisuke Watanuki, 2009

Tamisuke Watanuki (jap. 綿貫 民輔, Watanuki Tamisuke; * 30. April 1927 in Inami, Landkreis Higashitonami (heute: Nanto), Toyama, Japan) ist ein japanischer Politiker und ehemaliger Abgeordneter des japanischen Unterhauses (Shūgiin) und Vorsitzender der Neuen Volkspartei. Als langjähriges Mitglied der regierenden Liberaldemokratischen Partei (LDP) war er unter anderem Präsident des Unterhauses, Staatsminister und LDP-Generalsekretär.

## Leben
Watanuki ist der Sohn des Unternehmers und Abgeordneten Suketami Watanuki. Er schloss 1955 sein Studium an der Keiō-Universität ab, anschließend übernahm er die Leitung der Spedition Tonami Un’yu K.K. (engl. Tonami Transportation Co., Ltd.), deren Präsident heute sein Sohn Katsusuke ist. 1959 wurde er bei seiner zweiten Kandidatur ins Präfekturparlament von Toyama gewählt. Bei der Unterhauswahl 1969 im dreimandatigen 2. Wahlkreis Toyama wurde er als LDP-Kandidat erstmals ins nationale Parlament gewählt. Dort wurde er 13 Mal in Folge als Abgeordneter bestätigt, auch nach der Wahlkreisreform im neuen Einzelwahlkreis Toyama 3, bis zu seiner Abwahl 2009. In der LDP schloss er sich zunächst der Kawashima/Shiina-Faktion an, nach deren Auflösung gehörte er zur Tanaka-Faktion und schließlich ab 1985 zum Heisei Kenkyūkai, der Takeshita/Kanemaru/Obuchi/Hashimoto-Faktion.
Nach mehreren Staatssekretärs- und Ausschussposten wurde Watanuki 1986 als Leiter der Behörde für Staatsland sowie der Behörden für die Entwicklung Okinawas und Hokkaidōs erstmals ins Kabinett berufen. 1990 wurde er Bauminister im 2. Kabinett Kaifu. 1991 übernahm er unter Kiichi Miyazawa die Funktion des LDP-Generalsekretärs. Als 1998 sein Faktionsvorsitzender Keizō Obuchi Parteivorsitzender-Premierminister wurde, übernahm Watanuki für zwei Jahre den Vorsitz des Heisei Kenkyūkai. Im Jahr 2000 wurde er zum Präsidenten des Unterhauses gewählt (bis 2003).
Im Streit um das von Jun’ichirō Koizumi 2005 initiierte Postprivatisierungsgesetz gehörte Watanuki zu den Wortführen der innerparteilichen Gegner Koizumis. Für die resultierenden Neuwahlen gründete er gemeinsam mit Shizuka Kamei und weiteren „Rebellen“ die Neue Volkspartei (Kokumin Shintō). Seinen Wahlkreis konnte er gegen den von Koizumi nominierten „Attentäter“-Kandidaten Kyōgon Hagiyama knapp verteidigen. Zwar ging die Strategie Koizumis insgesamt auf, und die Postprivatisierung konnte wie geplant durchgeführt werden. Die Neue Volkspartei konnte aber anders als die gleichzeitig gegründete Neue Partei Japan ihre Abgeordnetenmandate halten und zog mit vier Abgeordneten ins Unterhaus ein.
Danach arbeitete seine Partei in der Opposition mit der Demokratischen Partei (Minshutō) zusammen, obwohl sie anders als die Neue Partei Japan um eine ländliche, eher konservative Wählerschaft wirbt. Im Sangiin, dem Oberhaus, bilden die drei Parteien eine gemeinsame Fraktion.
Watanuki nahm 2008, 2009 und 2010 am Frühjahrsbesuch von Abgeordneten und Ministern im Yasukuni-Schrein teil.
Bei der Unterhauswahl 2009 gelang es ihm nicht, wiedergewählt zu werden. Er war als Kandidat im Verhältniswahlblocks Hokuriku-Shin’etsu (Niigata, Toyama, Ishikawa, Fukui, Nagano) aufgestellt. Außerhalb seiner Heimatpräfektur Toyama konnte seine Partei jedoch kaum Stimmen holen und daher keinen Kandidaten ins Parlament senden. Am darauffolgenden Tag gab er seinen Rücktritt als Parteivorsitzender bekannt.
Watanuki ist außerdem Präsident des japanischen Badmintonverbandes und des Badmintonverbandes der Präfektur Toyama.